# Алвариш Курреа
Дьо́гу А́лвариш Курре́а (порт. Diogo Álvares Correia; 1475?-1557), по прозвищу Карамуру, данному племенем тупинамба — колонизатор бразильской провинции Баия; по некоторым источникам португалец, уроженец города Виана-ду-Каштелу, что, однако, оспаривается некоторыми испанскими учеными, считающими, что он родился в Испании, а позже переехал в Португалию.
Дьогу Алвариш Курреа отправился в Бразилию в 1509 году, где его корабль потерпел крушение, а Дьогу Алвариш оказался среди индейцев тупинамба, которые, будучи каннибалами, съели его спутников, но пощадили Дьогу Алвариша и прозвали его Карамуру (Творец Огня), из-за его облика и огня его мушкета, выстрелом из которого он убил птицу.
Позже Дьогу Алвариш основал поселение Вила Велья (Vila Velha) и женился на Парагуасу (Paraguaçu), дочери вождя племени тупинамба Морубишава Тапарика (Morubixava Taparica).
В последующие годы Дьогу Алвариш поддерживал связи с европейцами и помогал своим влиянием среди местных индейцев Португальскому правительству и католическим миссионерам в ранний период колонизации Бразилии.
В 1526 он ездил во Францию со своей женой. При крещении в Сен-Мало жену Дьогу Алвариша Курреа Парагуасу нарекли Екатериной в честь её крестной матери, которой стала жена Жака Картье.
Два года спустя Дьогу вернулся в Баия, где по просьбе короля Жуана (Иоанн) III помогал Томе де Суза в основании Салвадора и создании первого Бразильского генерал-губернаторства.

Дьогу Алвариш Курреа умер в Баия 5 октября 1557 года и похоронен в Церкви Иисуса, по его завещанию половина его состояния перешла ордену иезуитов.
Его жена Екатерина Парагуасу умерла в 1582.
Сыновья Курреа Гаспар, Габриэль и Жоржи были посвящены в рыцари губернатором Томе де Суза. Сыновья и дочери Курреа — Анна, Женевра, Аполлония и Граса — стали родоначальниками влиятельных бразильских семей.